# Under the Sun (álbum)
Under the Sun é o sétimo álbum de estúdio do músico de rock japonês Kiyoharu, lançado em 7 de novembro de 2012 em duas edições: a regular e a limitada CD+DVD. Os singles do álbum são "Law's", "Ryūsei/the sun" e "Namida ga afureru/sari".

## Visão geral
Em 13 de janeiro de 2010, foi lançado o primeiro single do álbum, "Law's". Mais de 2 anos depois, em 23 maio de 2012, o single "Ryūsei/the sun" foi lançado. O intervalo de tempo entre os dois singles se deve ao fato de que músico esteve ocupado desde que anunciou o renascimento de suas bandas Kuroyume e Sads.
No início de agosto de 2012, um novo álbum de Kiyoharu foi anunciado, previsto para ser lançado em 10 de outubro e ainda sem título confirmado. Também foi revelado que os singles do álbum seriam "Law's", "Ryūsei/the sun" e "Namida ga afureru/sari".
No evento ao vivo de lançamento do single "Namida ga afureru/sari", em 22 de agosto, os detalhes do álbum foram revelados. O título "Under the Sun" foi confirmado e também a participação de vários músicos, como Miyavi, Tokie, Kitadamaki, Kashiwagura Takashi e Akiyama Takahiko. Além disso, foi notificado que o álbum seria adiado para 7 de novembro devido a atrasos na produção. Inoran, guitarrista do Luna Sea, também participou no videoclipe da canção "The Sun". A turnê nacional de promoção ao álbum, Under the skin, começou em setembro.

## Produção
As flores presentes na capa e fotografias do álbum foram produzidas pelo designer de flores Masaru Akai, conhecido como Kajin (pessoa das flores, em japonês). O baixista Miyo-Ken cuidou dos arranjos das canções.

## Recepção
Alcançou a vigésima posição nas paradas japonesas da Oricon Albums Chart e manteve-se por três semanas.

## Faixas
Todas as músicas compostas por Kiyoharu.
| CD             |                                  |         |  |
| N.º            | Título                           | Duração |  |
| 1.             | "Walk on the Moon"               | 1:51    |  |
| 2.             | "Judie"                          | 3:29    |  |
| 3.             | "LAW'S -New Take-"               | 4:58    |  |
| 4.             | "Old Days" (イエスタデイ)        | 4:41    |  |
| 5.             | "The sun -album version-"        | 3:43    |  |
| 6.             | "Ryūsei" (流星)                  | 4:26    |  |
| 7.             | "Veronika" (ベロニカ)            | 4:08    |  |
| 8.             | "Namida ga Afureru" (涙が溢れる) | 5:16    |  |
| 9.             | "Alice"                          | 5:09    |  |
| 10.            | "Messiah"                        | 4:06    |  |
| 11.            | "Under the Sun"                  | 6:11    |  |
| 12.            | "Flora"                          | 4:05    |  |
| Duração total: | Duração total:                   | 48:42   |  |

Edição CD+DVD
| Faixas bônus da edição limitada (DVD) |                                                    |         |  |
| N.º                                   | Título                                             | Duração |  |
| 1.                                    | "FILM UNDER THE SUN"                               |         |  |
| 2.                                    | "the sun【MUSIC VIDEO】" (流星)                    |         |  |
| 3.                                    | "Ryūsei -album version-【MUSIC VIDEO】"            |         |  |
| 4.                                    | "LAW'S-album version-【MUSIC VIDEO】" (涙が溢れる) |         |  |
| 5.                                    | "Namida ga Afureru【MUSIC VIDEO】"                 |         |  |
| 6.                                    | "sari【MUSIC VIDEO】"                              |         |  |
| 7.                                    | "UNDER THE SUN【MUSIC VIDEO】"                     |         |  |
| 8.                                    | "【Extra Picture】the sun【commercial ver.】"      |         |  |

## Músicos convidados
- Miyavi
- Tokie
- Kitadamaki
- Kashiwagura Takashi
- Akiyama Takahiko
- Inoran

Produção
- Miyo-Ken - arranjo